# Abbondio Bernasconi
Abbondio Bernasconi, né le 7 août 1757 à Riva San Vitale et mort dans la même commune le 2 septembre 1822, est un notaire une personnalité politique tessinoise.

## Biographie
Après avoir suivi des études de droit à Paris, il devient notaire en 1775. Lors de la Révolution française, il rejoint le groupe des patriotes et devient secrétaire de la République de Riva en 1798 ; à ce poste, il défend l'idée d'une annexion du bailliage de Lugano à République cisalpine. À la fin de la domination française, il reprend du service comme membre de la municipalité de sa commune natale.